# Daniel Majstorović
Daniel Majstorović, född 5 april 1977 i Spånga, Stockholm, är en svensk före detta fotbollsspelare (försvarare), av serbisk härkomst. Han har spelat 50 landskamper med Sveriges landslag, vunnit SM-guld med Malmö FF, blivit schweizisk mästare med FC Basel, och mästare i Skottland med Celtic. Han har även varit sportchef.

## Biografi
Efter juniortiden i Brommapojkarna fick Daniel Majstorović sitt första A-lagskontrakt i just Brommapojkarna. Totalt 34 matcher (1 mål) i BPs herrlag under åren 1996-97. Han gjorde en proffssejour i Fortuna Köln i 2. Bundesliga, innan han återvände till Sverige och spelade för Västerås SK, innan han såldes till Malmö FF sommaren 2000 för 575 000 kronor, som ett led i att rädda Västeråsklubben från konkurs.
Säsongen 2004 tog han SM-guld med Malmö FF trots att han sålts tills FC Twente den 31 augusti innan säsongen var slut. Den 31 januari 2006 gick han till FC Basel där han blev schweizisk liga och cup-mästare 2008. I maj samma år övergick han till AEK Aten.Men den grekiska klubben fick ekonomiska problem, så i augusti 2010 skrev han på ett tvåårskontrakt för skotska Celtic FC. Inför en landskamp mot Kroatien 2012 blev han knäskadad, och det blev bara 15 matcher från start när Celtic blev mästare samma år.
Den 15 maj 2012 presenterades Majstorović som ett nyförvärv till AIK med ett kontrakt på cirka 2 1/2 år som gällde från och med den 1 augusti 2012 till och med hela säsongen 2014.. Den 6 januari 2014 kom parterna sedan överens om att avsluta kontraktet.. Den 4 februari 2014 meddelade Majstorović officiellt att han avslutade sin aktiva karriär.

### Landslagskarriär
Majstorović debuterade i det svenska landslaget 16 februari 2003 mot Qatar i Bangkok. Men det dröjde några år innan hans första start kom i en tävlingslandskamp, den 3 oktober 2007 i EM-kval matchen mot Liechtenstein. Majstorović kom med i truppen till EM 2008 men blev utan speltid. I kvalspelet till VM 2010 var han i startelvan och bildade mittbackspar med Olof Mellberg. När Erik Hamrén tog över som förbundskapten fortsatte Majstorović att starta i flera matcher i kvalet till EM 2012, men knäskadan i februari 2012 förstörde chansen att medverka i mästerskapet. 26 januari 2013 spelade Majstorović sin sista landskamp mot Finland i Thailand. I landslaget blev det totalt 50 landskamper (2 mål).

### Uppdrag efter spelarkarriären
2016 blev Majstorović sportchef för AEK Aten. 2017 blev han sportchef för Brommapojkarna men lämnade uppdraget året därpå.

## Meriter
- Utmärkelsen "Årets mål" säsongen 2002[3]
- Svensk mästare 2004[3]
- A-landskamper: 50 matcher / 2 mål (uppdaterat 1 juni 2013)
- Uttagen till EM 2008-truppen

## Seriematcher / mål
- 2013: 8 / 1
- 2012: 4 / 0
- 2011/12: 17
- 2010/11: 32 / 0
- 2009/10: 28 / 2
- 2008/09: 28 / 2
- 2007/08: 32 / 10
- 2006/07: 35 / 8
- 2005/06: 18 / 5
- 2004/05: 30 / 2
- 2004: 18 / 2
- 2003: 21 / 0
- 2002: 24 / 4
- 2001: 23 / 3